# Kings Canyon (États-Unis)
Ne doit pas être confondu avec Kings Canyon (Australie).
Le Kings Canyon est un canyon formé par un bras de la Kings dans la Sierra Nevada, aux États-Unis. Situé dans le comté de Fresno, en Californie, il est protégé au sein du parc national de Kings Canyon, qui lui doit son nom. On y trouve notamment le Zumwalt Meadows Trail, un court sentier de randonnée classé National Recreation Trail depuis 1982.